# Incubo (Ultimate Marvel)
Incubo (Ultimate Nightmare) è una miniserie a fumetti pubblicata dalla Marvel Comics e tradotta in italiano dalla Panini Comics. È la prima parte della "trilogia di Galactus" dell'universo narrativo Ultimate.
È stata scritta da Warren Ellis, disegnata da Trevor Hairshine (con un contributo di Steve Epting nel terzo episodio), chinato da Simon Coleby, Nelson Decastro, Tom Palmer e colorato da Frank D'Armata.
Negli Stati Uniti è stato pubblicato in cinque numeri dall'ottobre 2004 al febbraio 2005 su un'omonima testata, mentre in Italia è apparsa sui numeri dal 13 (del febbraio 2005) al 15 (del giugno 2005) di Ultimates con il titolo Incubo; è un team-up tra Ultimate X-Men e Ultimates.

## Trama
La storia inizia con due flashback: nel 1908 un meteorite precipita a Tunguska, distruggendo i dintorni; nel 1927 alcuni soldati russi vanno ad indagare nel luogo dell'impatto, rimanendone impressionati.
Tornando ai nostri giorni (nel 2004) un potente segnale viene trasmesso su tutti i televisori, gli schermi, i cellulari e a tutti i telepati della terra: in un mondo lontano alcuni alieni guardano spaventati il cielo, quindi tutto sul pianeta viene distrutto e lo stesso mondo esplode, infine i cadaveri ammassati annunciano che per la Terra non c'è scampo, che noi moriremo come sono morti loro. In seguito a questo messaggi alcuni si uccidono, altri scoppiano in lacrime e cadono nella disperazione.
All'Istituto Xavier il Professor X capta il segnale e si prepara per andare a cercarne l'origine mandando Wolverine, Marvel Girl e Colosso; contemporaneamente Nick Fury al Triskelion organizza una squadra composta da Capitan America, Vedova Nera e Falcon per indagare sul messaggio.
Le due missioni scoprono un bunker sotterraneo ed entrano entrambe, ma in luoghi diversi. Gli Ultimates scoprono che l'installazione è russa, creata per studiare un oggetto rinvenuto sul luogo, che hanno utilizzato per creare dei super-soldati in risposta a Capitan America, ma utilizzando parti meccaniche al posto dell'ingegneria genetica; tutti e due i gruppi trovano infatti dei soldati russi sopravvissuti ad ostacolarli nel loro cammino. Marvel Girl appare molto determinata e usa spesso i suoi poteri per aprirsi la strada, mentre l'altro team incontra addirittura una specie di "Capitan Russia".
Arrivati entrambi nella sala centrale, trovano un androide smembrato, la base di tutti gli esperimenti condotti dai russi (secondo la logica "prendi due cose che funzionano e collegale"); il robot, che si chiama Visione, spiega di essere stato mandato per annunciare agli umani la venuta di Gah Lak Tus (Galactus), che ha distrutto innumerevoli mondi e che ora si sta dirigendo verso la Terra. Durante l'entrata nell'atmosfera ha avuto un incidente ed è rimasto danneggiato, ha cercato di rigenerarsi prima ma l'esercito continuava a togliergli pezzi e solo ora è riuscito a trasmettere il suo messaggio.
Gli X-Men, dopo aver combattuto con gli Ultimates (a causa degli eventi narrati in Ultimate War), vengono sconfitti: a Jean si inceppa il cervello, Logan è steso con una bomba a mano e Falcon scopre che Colosso è vulnerabile negli occhi, in quanto non sono ricoperti d'acciaio.
Nick Fury riesce quindi a comunicare la posizione e recupera Visione.
La storia si conclude con la terra inquadrata in un mirino, preludendo al capitolo successivo della trilogia: Ultimate Secret.